# Lama Mocogno
Lama Mocogno – miejscowość i gmina we Włoszech, w regionie Emilia-Romania, w prowincji Modena.
Według danych na rok 2004 gminę zamieszkiwało 3025 osób, 48 os./km².